# Couhé
Couhé és un municipi francès situat al departament de la Viena i a la regió de la Nova Aquitània. L'any 2007 tenia 1.849 habitants.

## Demografia

### Població
El 2007 la població de fet de Couhé era de 1.849 persones. Hi havia 772 famílies de les quals 264 eren unipersonals (100 homes vivint sols i 164 dones vivint soles), 268 parelles sense fills, 184 parelles amb fills i 56 famílies monoparentals amb fills.
La població ha evolucionat segons el següent gràfic:
Habitants censats

### Habitatges
El 2007 hi havia 960 habitatges, 808 eren l'habitatge principal de la família, 61 eren segones residències i 91 estaven desocupats. 817 eren cases i 143 eren apartaments. Dels 808 habitatges principals, 531 estaven ocupats pels seus propietaris, 266 estaven llogats i ocupats pels llogaters i 11 estaven cedits a títol gratuït; 9 tenien una cambra, 61 en tenien dues, 132 en tenien tres, 263 en tenien quatre i 343 en tenien cinc o més. 601 habitatges disposaven pel capbaix d'una plaça de pàrquing. A 411 habitatges hi havia un automòbil i a 268 n'hi havia dos o més.

### Piràmide de població
La piràmide de població per edats i sexe el 2009 era:
| Homes | Edats   | Dones |
| ----- | ------- | ----- |
| 4     | 95 o +  | 4     |
| 4     | 90 a 94 | 24    |
| 16    | 85 a 89 | 48    |
| 24    | 80 a 84 | 44    |
| 40    | 75 a 79 | 76    |
| 56    | 70 a 74 | 56    |
| 60    | 65 a 69 | 56    |
| 64    | 60 a 64 | 52    |
| 52    | 55 a 59 | 64    |
| 48    | 50 a 54 | 44    |
| 64    | 45 a 49 | 40    |
| 24    | 40 a 44 | 68    |
| 52    | 35 a 39 | 60    |
| 44    | 30 a 34 | 60    |
| 44    | 25 a 29 | 36    |
| 28    | 20 a 24 | 44    |
| 64    | 15 a 19 | 36    |
| 52    | 10 a 14 | 52    |
| 32    | 5 a 9   | 52    |
| 36    | 0 a 4   | 40    |

## Economia
El 2007 la població en edat de treballar era de 1.010 persones, 716 eren actives i 294 eren inactives. De les 716 persones actives 632 estaven ocupades (337 homes i 295 dones) i 84 estaven aturades (42 homes i 42 dones). De les 294 persones inactives 96 estaven jubilades, 82 estaven estudiant i 116 estaven classificades com a «altres inactius».

### Ingressos
El 2009 a Couhé hi havia 827 unitats fiscals que integraven 1.775 persones, la mediana anual d'ingressos fiscals per persona era de 14.688 €.

### Activitats econòmiques
Dels 139 establiments que hi havia el 2007, 2 eren d'empreses extractives, 4 d'empreses alimentàries, 8 d'empreses de fabricació d'altres productes industrials, 10 d'empreses de construcció, 34 d'empreses de comerç i reparació d'automòbils, 8 d'empreses de transport, 11 d'empreses d'hostatgeria i restauració, 1 d'una empresa d'informació i comunicació, 7 d'empreses financeres, 14 d'empreses immobiliàries, 11 d'empreses de serveis, 20 d'entitats de l'administració pública i 9 d'empreses classificades com a «altres activitats de serveis».
Dels 36 establiments de servei als particulars que hi havia el 2009, 1 era una oficina d'administració d'Hisenda pública, 1 gendarmeria, 1 oficina de correu, 2 oficines bancàries, 6 tallers de reparació d'automòbils i de material agrícola, 1 paleta, 2 fusteries, 6 lampisteries, 2 electricistes, 1 empresa de construcció, 3 perruqueries, 5 restaurants, 3 agències immobiliàries, 1 tintoreria i 1 saló de bellesa.
Dels 15 establiments comercials que hi havia el 2009, 3 eren supermercats, 1 una gran superfície de material de bricolatge, 2 fleques, 1 una carnisseria, 2 llibreries, 2 botigues de roba, 1 una sabateria, 1 un drogueria i 2 floristeries.
L'any 2000 a Couhé hi havia 14 explotacions agrícoles que ocupaven un total de 672 hectàrees.

## Equipaments sanitaris i escolars
El 2009 hi havia 1 centre de salut, 2 farmàcies i 3 ambulàncies.
El 2009 hi havia 1 escola maternal i 2 escoles elementals. Couhé disposava de 2 col·legis d'educació secundària amb 441 alumnes.

## Poblacions més properes
El següent diagrama mostra les poblacions més properes.